# جوئل لوید
جوئل لوید (انگلیسی: Jewell Loyd؛ زادهٔ ۵ اکتبر ۱۹۹۳) بازیکن بسکتبال اهل ایالات متحده آمریکا است.
وی در مسابقات کشوری و بین‌المللی در مجموع برندهٔ ۴ مدال طلا شده‌است.